# Amicofobie
Amicofobie sau amihofobie, amichofobie (din greacă amychí (αμυχή) – zgârietură + phobia (φοβία) – frică), este o teamă patologică de a fi zgâriat, în special de către pisici sau câini. În multe cazuri, această frica este irațională și exagerată, însă ea este justificată pentru persoanele care au reacții alergice severe la zgârieturi de animale, păr de animale sau purici. Deseori astfel de temeri sunt asociate cu evitarea animalelor, în special a pisicilor și câinilor.
Amicofobia este o formă particulară a zoofobiei (teama patologică față de animale).

## Tablou clinic
- Persoana este cuprinsă de un sentiment puternic de teamă, ce persistă și poate fi excesivă sau nejustificată. Aceasta poate fi provocată de prezența sau anticiparea prezenței unui animal care l-ar putea zgâria, însă fără a exista o situație reală în acest sens. Reacția fobică survine în mod automat, este incontrolabilă, persistentă și interpune gândurile persoanei ca un baraj față de presupusul pericol.[9]
- Persoana fuge sau evită animalul în cauză și nu păstrează în casă sau în curte animalul respectiv.
- Apar reacții fizice (vegetative) de însoțire: palpitații cardiace, respirație superficială, tremor, transpirații etc.
- Persoana recunoaște că frica sa este excesivă sau nejustificată.
- Evitarea, anticiparea anxioasă în această situația fobică poate interfera semnificativ cu rutina normală a persoanei, cu activitatea sa profesională ori cu activitățile sau relațiile sociale.

## Diagnostic
Criteriile de diagnostic pentru fobia specifică din care face parte amicofobie, conform Manualului de diagnostic și statistică a tulburărilor mintale (DSM-IV-TR), sunt:
- Teamă marcată și persistentă, excesivă sau nejustificată, provocată de prezența sau anticiparea unui animal.
- Expunerea la un animal provoacă un răspuns anxios imediat care poate lua forma unui  atac de panică circumscris. La copii, fobia poate fi exprimată prin exclamații, accese coleroase, stupefacție sau agățare de ceva.
- Persoana recunoaște că teamă de animale este excesivă sau nejustificată. La copii acest element poate fi absent.
- Situația fobică este evitată sau îndurată cu anxietate sau detresă intensă.
- Evitarea, anticiparea anxioasă ori detresă în situația temută interferează semnificativ cu rutina normală a persoanei, cu activitatea profesională sau școlară ori cu activitățile sau relațiile sociale, ori există o detresă marcată în legătură cu faptul de a avea fobia.
- La indivizii sub 18 ani, durata este de cel puțin 6 luni.
- Anxietatea, atacurile de panică sau evitarea fobică asociată cu animalul specific nu sunt explicate mai bine de altă tulburare mentală (tulburarea obsesivo-compulsivă, stresul posttraumatic, anxietatea de separare, fobia socială, panica cu agorafobie sau agorafobia fără istoric de panică).

## Clasificația Internațională a Maladiilor
După Clasificația Internațională a Maladiilor (CIM), revizia a 10-a, codul pentru amicofobie care face parte din fobiile specifice este F40.2.

## Tratament
Tratamentul fobiei specifice este individualizat.
- Deoarece situația care declanșează fobia este specifică, adesea este suficientă evitarea acestei situații.
- Atunci când este indicat tratamentul, terapia prin expunere reprezintă tratamentul de elecție. Prin expunerea gradată la agentul declanșator al fobiei, majoritatea pacienților reușesc să-și învingă teama.[13]
- Medicamentele nu par să fie utile în rezolvarea fobiilor specifice, dar benzodiazepinele, prin efectul lor de reducere a anxietății, pot fi utile pentru tratamentul pe termen scurt.

## Articole conexe
- Fobie
- Lista alfabetică a fobiilor